# Le Plessis-Patte-d'Oie
Le Plessis-Patte-d'Oie is een gemeente in het Franse departement Oise (regio Hauts-de-France) en telt 88 inwoners (2009). De plaats maakt deel uit van het arrondissement Compiègne.

## Geografie
De oppervlakte van Le Plessis-Patte-d'Oie bedraagt 2,9 km², de bevolkingsdichtheid is dus 30,3 inwoners per km².
De onderstaande kaart toont de ligging van Le Plessis-Patte-d'Oie met de belangrijkste infrastructuur en aangrenzende gemeenten.

## Demografie
Onderstaande figuur toont het verloop van het inwonertal (bron: INSEE-tellingen).
1. ↑  Populations de référence 2022.